# Skogens IF
Skogens IF är en idrottsförening i Göteborg. I fotboll för herrar har man spelat tio säsonger i Sveriges näst högsta division.  Skogen spelade under lång tid sina hemmamatcher på anrika Slottsskogsvallen belägen vid Slottsskogen där även lagets klubbstuga är belägen. Matchdräkten är rödblårandig. Bland klubbens tidigare spelare kan nämnas Glenn Hysén.

## Historia

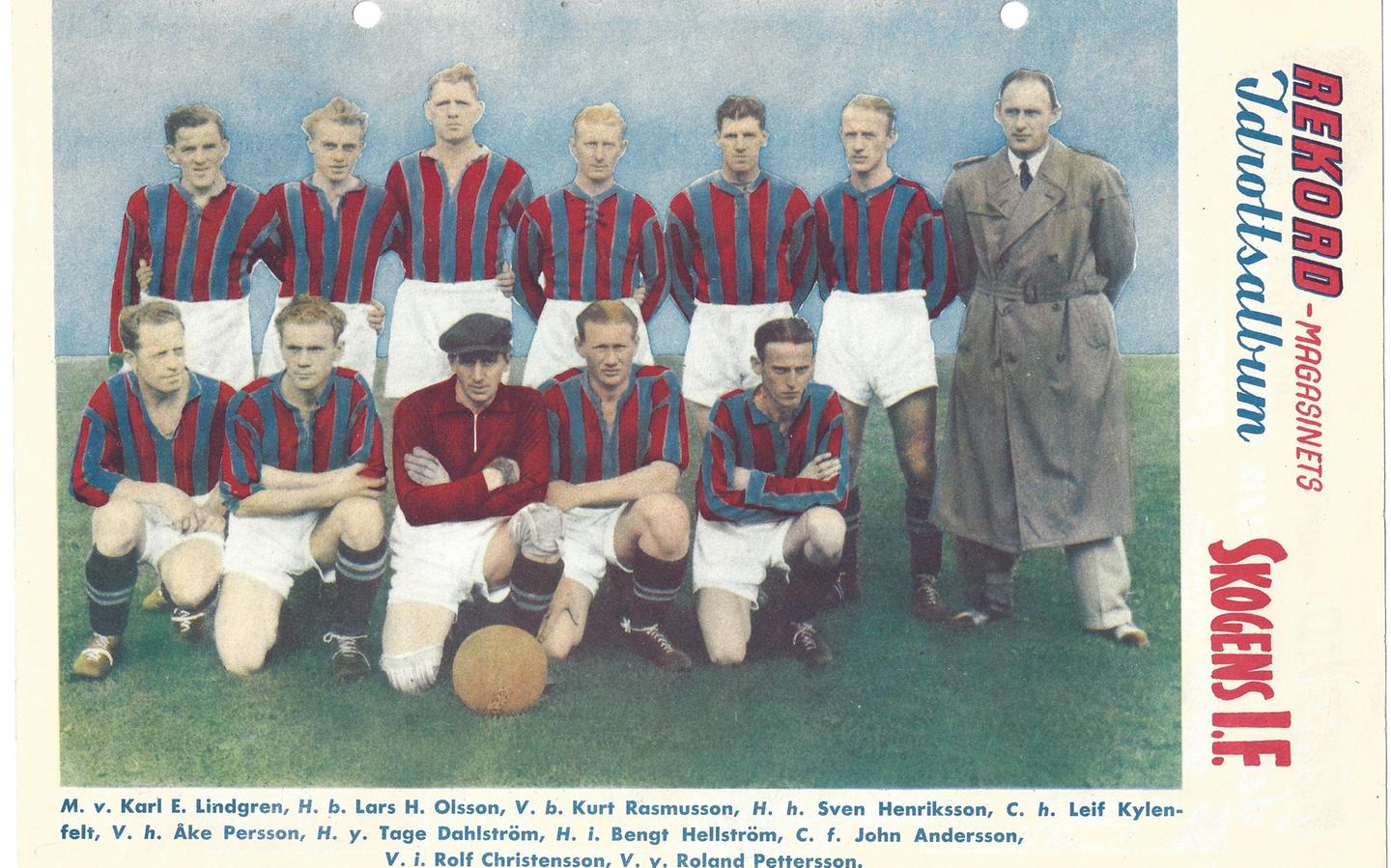
Skogens IF 1944. Spelarna: John Andersson, Rolf Christensson, Tage Dahlström, Bengt Hellström, Sven Henriksson, Leif Kylenfelt, Karl Lindgren, Lars H Olsson, Åke Persson, Roland Pettersson och Kurt Rasmusson.

Bland arbetarbarnen i Majorna, på det tidiga 1900-talet, var fotbollen den gemenskap alla samlades omkring. Ett tjugotal grabbar i stadsdelen började smida planer på att bilda ett fotbollslag. Skogens IF grundades 1922 och spelade sin första match den 26 mars 1922 på Gröna Vallen i Majorna mot Sanna IF. Den första matchen förlorades med 1–3. I den första seriematchen mot IK Vikingen blev det däremot seger och klubben avancerade i seriesystemet.
En tidig stjärna i laget var den tekniska Ivan ”Kiven” Lindvall från Gråberget i Majorna. som debuterade 1926. Med Lindvall i laget vann Skogens IF distriktmästerskapet. Klubben utökade också sin verksamhet och har tidigare genom åren haft handboll, bowling, bordennis och innebandy som sektioner. På 1940-talet spelade Skogens IF i division II från och med säsongen 1940 med bland annat den senare IFK Göteborg- och landslagsmålvakten Henry "Tippen" Andersson mellan stolparna. 

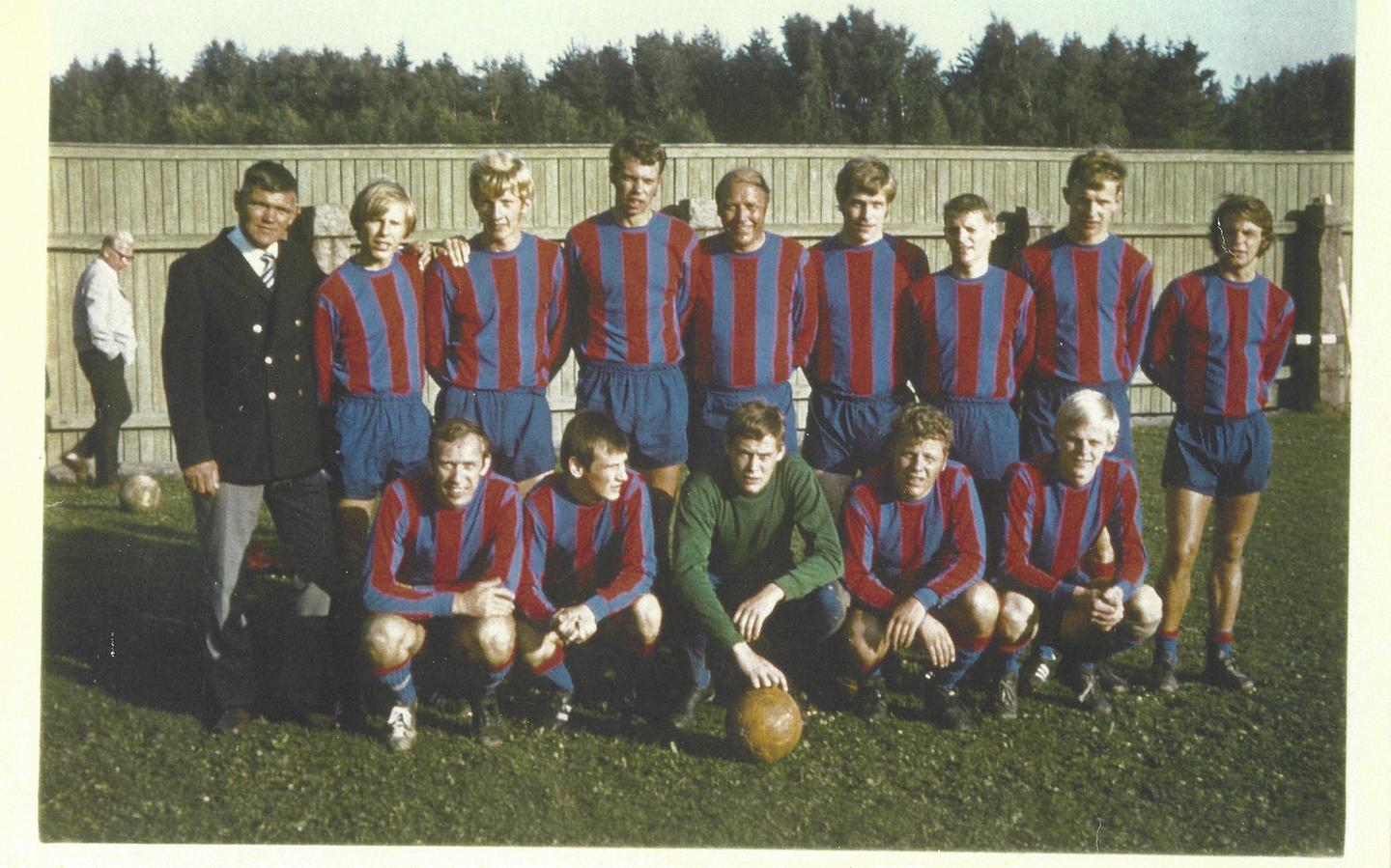
Skogens IF 1970. Stående från vänster: Leif Sundberg (lagledare), Jan Larsson, Karl-Henrik ”Karla” Larsson, Christer Olofsson, Gunnar Gren, Eddy Magnusson, Leif Svensson, Olle Berglund, Lars Freme. Knästående från vänster: Roy Olsson, Roger Bodin, Ove Nilsson, Stig Lundgren, Arne Ström.

På 1960-talet inträffade en ny framgångsperiod när laget åter kvalificerade sig för Division II. 1968 följde föreningens bästa resultat någonsin med en tredjeplats i Division II Norra Götaland. Gunnar Gren och Bertil "Bebben" Johansson var tränare för föreningens A-lag. En profil vid denna tid var Karl-Henrik "Karla" Larsson med allsvenska meriter från IFK Göteborg och Hammarby IF.
1972 åkte föreningen ur division 2 och vandrade neråt i seriesystemet. Ett allt mindre engagemang i föreningen ledde till att föreningens fotbollsverksamhet lades ned under 2000-talet. Säsongen 2012 spelade föreningen i Division 5B Göteborg och hade hemmaplan på Majvallen. 2014 lades A-lagsverksamheten ned efter att den sista seriematchen spelats 2013. Då hade några år tidigare ungdomsverksamheten lagts ner. Idag bedrivs verksamhet genom föreningens pensionärsklubb som spelar old boys-fotboll.
Den tidigare allsvenska fotbollsspelaren Mikael Göransson har Skogens IF som moderklubb.